# جنبش سوسیال دموکراسی
جنبش مردم‌سالاری سوسیال (Κινήμα Σοσιαλδημοκρατών ΕΔΕΚ) حزبی سیاسی سوسیال دموکرات در قبرس است.
حزب در سال ۱۹۷۰ توسط Vasos Lyssaridis تأسیس شد.
رهبر حزب یاناکیس هومرو است.
در انتخابات مجلس ۲۰۰۶ حزب ۳۷ ۵۳۳ رای (۸٫۹٪, ۵ کرسی) دریافت کرد.
حزب عضو بین‌الملل سوسیالیست است.